# Sân vận động Thể thao Idriss Mahamat Ouya
Sân vận động Quốc gia (tiếng Ả Rập: ملعب وطني, tiếng Pháp: Stade Nacional), còn có tên là Sân vận động Thể thao Idriss Mahamat Ouya (tiếng Pháp: Stade Omnisports Idriss Mahamat Ouya), là một sân vận động đa năng ở N'Djamena, Tchad. Sân hiện đang được sử dụng chủ yếu cho các trận đấu bóng đá. Sân vận động có sức chứa 20.000 người và nó có mặt sân cỏ nhân tạo. Sân hiện là sân nhà của đội tuyển bóng đá quốc gia Tchad. Sân được đặt theo tên của cựu vận động viên nhảy cao người Tchad Mahamat Idriss.
Sân vận động nằm trên Đại lộ Bezo, còn được gọi là Đại lộ Bokasa.
Đây là sân nhà của một số câu lạc bộ bao gồm Gazelle, Renaissance N'Djamena, CotonTchad (hoặc CotonTchad N'Djamena), Tourbilllon, Postel 2000, DGSSIE và Foullah Edifice.